# Alt St. Thomae (Soest)

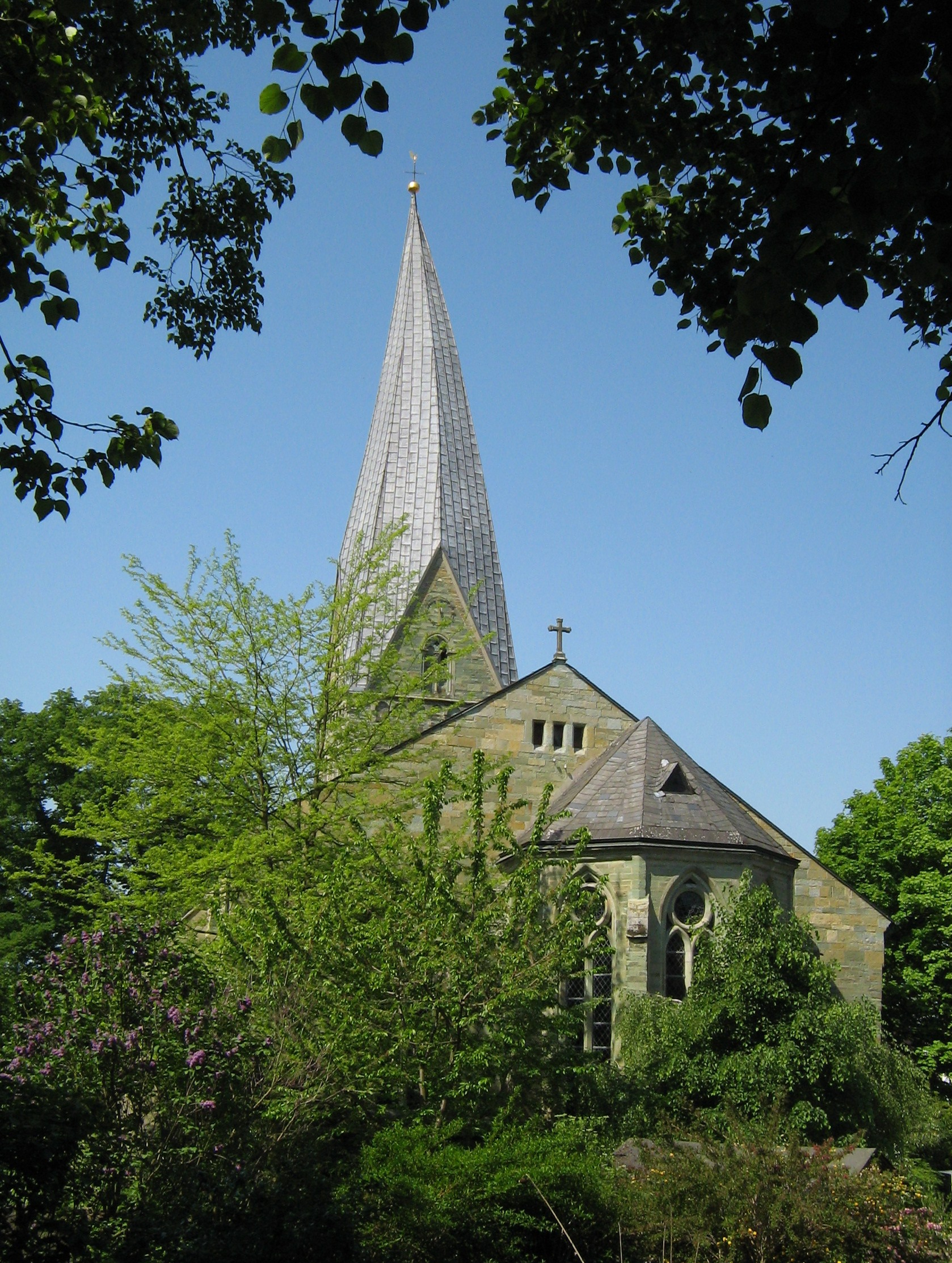
Alt St. Thomae in Soest.
Man beachte die am Baukörper abzulesende Umgestaltung zur Hallenkirche: Die ältere Symmetrieachse ging vom romanischen Kirchturm zum gotischen Chor. Das Hauptschiff wurde später so nach Süden erweitert, dass Turm und Chor nun nördlich der Hauptachse der Kirche liegen.

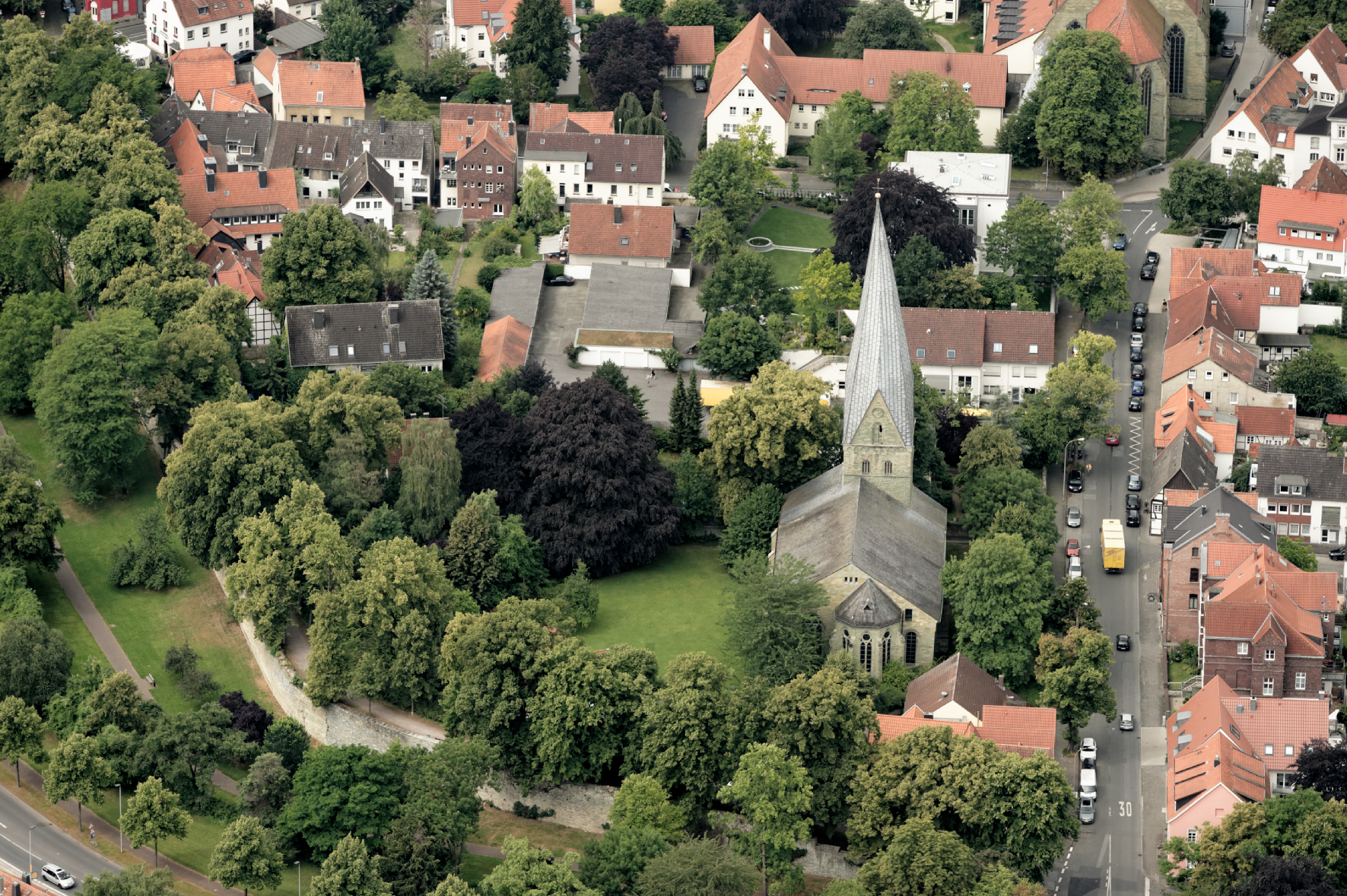
Luftbildaufnahme Sommer 2014

„Schiefer Turm“ ist der umgangssprachliche Name für die im 12. Jahrhundert im Zuge der Errichtung der neuen erzbischöflichen Pfalz begründete Kirche St. Thomae in Soest. Der offizielle Name Alt St. Thomae dieser Kirche erklärt sich zur Unterscheidung von der nahegelegenen ehemaligen Klosterkirche Neu St. Thomae. Der schiefe Turmhelm von Alt St. Thomae nimmt einen besonderen und exzentrischen Platz in der Silhouette der Soester Kirchtürme ein. Mit der Erweiterung des romanischen Baus zur frühgotischen Hallenkirche im 13. Jahrhundert gehört Alt St. Thomae zu den ältesten gotischen Kirchenbauten in Deutschland. Alt St. Thomae ist die einzige in unmittelbarer Nähe der Stadtumwallung liegende Kirche in Soest und verfügt ebenfalls als einzige unter den Soester Kirchen noch heute über einen Kirchgarten.

## Geschichte
Die ältesten romanischen Teile von Alt St. Thomae stammen aus der Zeit um 1180. Jedoch gab es bereits um 900 einen kapellenartigen Vorgängerbau an gleicher Stelle. Um 1270 wurde die Kirche im Stil der Frühgotik erweitert. Der schiefe Turmhelm wurde erst im 17. Jahrhundert errichtet. Die evangelisch-reformierte Kirche, die im 19. Jahrhundert nur knapp dem Abriss entging, wurde im März 1945 erheblich beschädigt. Die Spuren sind bis in die Gegenwart erhalten geblieben: Gottesdienste der kleinen evangelisch-reformierten Gemeinde finden zumeist unter dem Turm statt, während der eigentliche Kirchenraum (durch eine Scheibe einsehbar) weitgehend unverputzt und ohne einheitlichen Bodenbelag an die bewegte Vergangenheit gemahnt.

## Schiefe Turmhaube

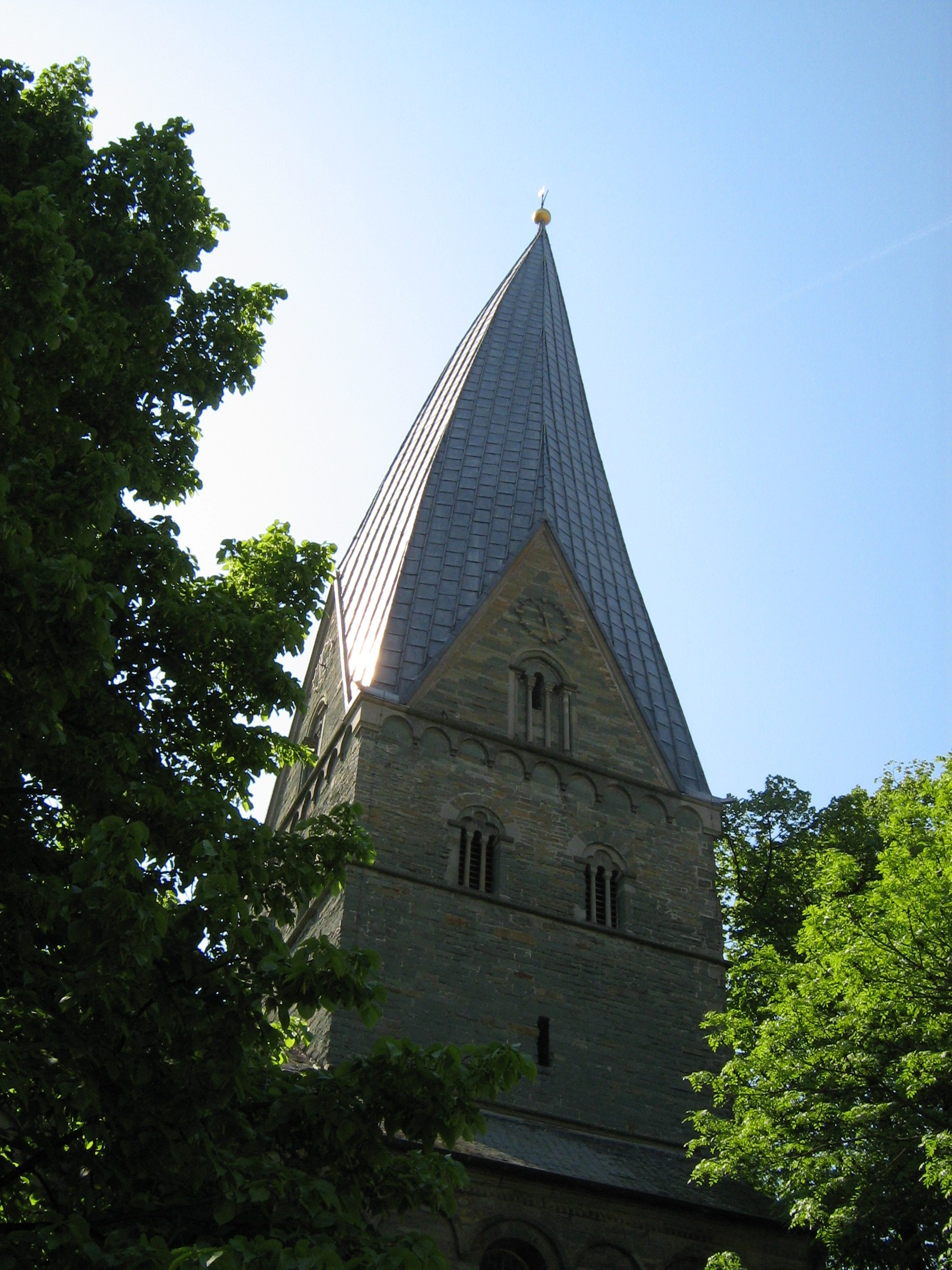
„Schiefer Turm“ von Norden. Deutlich zu erkennen die rein romanische Gestaltung des Turmes

Der eigenwillig schiefe, nach Westen geneigte Turmhelm wurde 1653 vom Stadtzimmerer Goebel Styes errichtet. Damit scheiden Erklärungsansätze zur Schiefstellung von vornherein aus, die auf ältere geschichtliche Zustände verweisen, so die verbreitete Erklärung, die Turmhaube verneige sich gleichsam vor den Kölner Erzbischöfen als Soester Stadtherren. Denn bereits 1449 war Soest im Zuge der Soester Fehde von den Kölner Erzbischöfen als Landesherren im kurkölnischen Herzogtum Westfalen unabhängig geworden. Heute werden zumeist zwei – sich nicht gegenseitig ausschließende – Erklärungen zur Schiefstellung herangezogen:
1. Die Schiefstellung der Turmhaube resultiere aus Schäden im Gebälk (durch Holzuntersuchungen gestützt).
2. Die Turmhaube neige sich der örtlichen Hauptwindrichtung (Westwind) entgegen.

## Glocken
Im Turm hängen drei Glocken aus drei Jahrhunderten. Sie erklingen zusammen in einem verminderten Dreiklang. Die älteste, die große Betglocke, gehört zu den klanglich besten Glocken ihrer Zeit in Westfalen.
| Nr. | Name      | Gussjahr | Gießer                             | Durchmesser (mm) | Masse (kg) | Nominal (HT-1/16) |
| 1   | Betglocke | 1571     | Rochus Nelman                      | 1.227            | ~1.400     | fis1 –5           |
| 2   | –         | 1962     | Glocken- und Kunstgießerei Rincker | 0.999            |            | a1 –2             |
| 3   | –         | 1767     | I. F. Heintz                       | 0.720            | 0.~200     | c2 –5             |